# Kotuj
Kotuj (rus. Котуй) je ruska rijeka u Krasnojarskom kraju u Sibiru duga 1 409 km, koja zajedno s rijekom Hetom formira veliku rijeku Hatangu.

## Zemljopisne karakteristike
Kotuj izvire na Visoravni Putorana, nakon tog teče prema jugoistoku, protičući kroz jezera Harlina i Djupkin. Nakon što primi pritoku Voevolihan, mijenja smjer i teče prema sjeveroistoku preko Sjevernosibirske nizine do ušća u rijeku Hatangu kod naselja Kresti.
Kotuj ima porječje veliko oko 176 000 km², koje se proteže po Krasnojarskom kraju. 
Prosječni protok rijeke jako varira - najveći je u ljeto, ali tokom zime kad nema oborina - jako padne. 
Rijeka se zimi ledi krajem rujna, početkom listopada, i ostaje pod ledom do kraja svibnja.

## Vanjske poveznice
|  | Zajednički poslužitelj ima još gradiva o temi Kotuj |

- Котуй na portalu Большая советская энциклопедия[neaktivna poveznica] (rus.)